# Mathias Müller
Mathias Müller, född den 3 april 1992, är en tysk landhockeyspelare.

## Karriär
Mathias Müller debuterade i det tyska landslaget 2014. Han ingick i det tyska landhockeylaget som tog brons vid OS 2016 och silver vid OS 2024.